# ونسا مارسیل

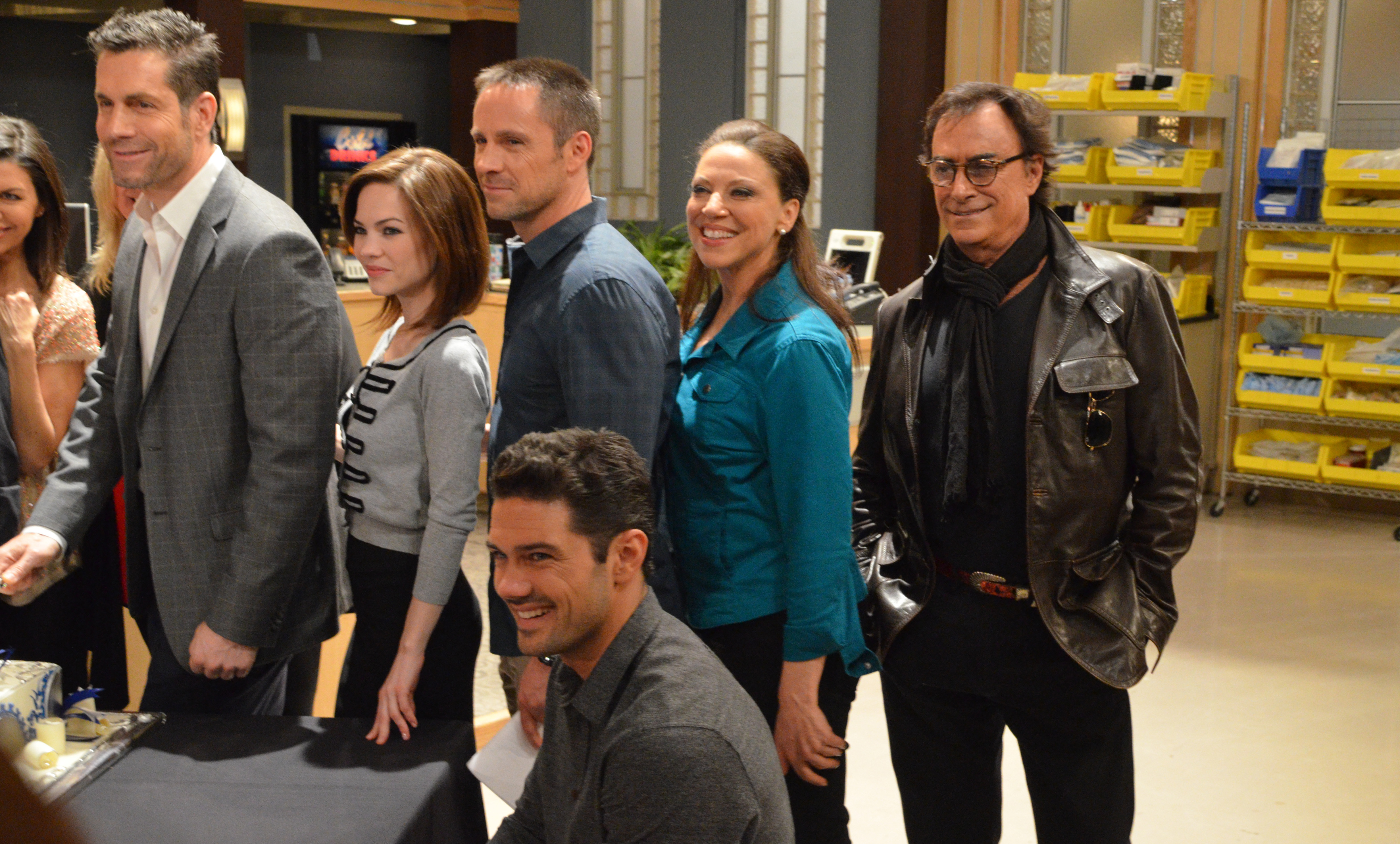
ونسا مارسیل

 ونسا مارسیل (انگلیسی: Vanessa Marcil؛ زادهٔ ۱۵ اکتبر ۱۹۶۸) یک هنرپیشه اهل ایالات متحده آمریکا است. وی از سال ۱۹۹۲ میلادی تاکنون مشغول فعالیت بوده‌است.
از فیلم‌ها یا برنامه‌های تلویزیونی که وی در آن نقش داشته است می‌توان به صخره و بورلی هیلز، ۹۰۲۱۰ اشاره کرد.